# Pajazitovo
Pajazitovo (cyr. Пајазитово) – wieś w Serbii, w okręgu szumadijskim, w mieście Kragujevac. W 2011 roku liczyła 187 mieszkańców.